# BAV-485
Il BAV 485 (Bolsoj Automobil'Vodianoi - Grande autoveicolo anfibio) fu un veicolo anfibio senza preparazione prodotto in URSS nel periodo della Guerra fredda. Le esperienze con il DUKW 6x6 che i sovietici avevano fatto durante la seconda guerra mondiale (grazie alla legge americana Affitti e Prestiti) erano state molto interessanti e nel dopoguerra vollero un veicolo simile, su telaio del camion 6x6 ZIL-15. Il risultato fu questo mezzo, molto simile al precursore statunitense.

## Tecnica
Per certi versi il BAV è una versione migliorata del DUKW. La differenza più rilevante dal prototipo statunitense fu l'aggiunta di una rampa di carico posteriore abbattibile che, unita al verricello posto posteriormente rispetto alla cabina di guida, permetteva il carico di mortai e artiglierie leggere. Poteva trasportare 25 soldati completamente equipaggiati o 2,5t di carico nel vano posteriore, il quale poteva anche essere coperto con un telone in caso di condizioni avverse. Questi veicoli erano generalmente disarmati, altrimenti erano forniti di una mitragliatrice DŠKM 12,7 mm. Un modello migliorato, il BAV-485A, aveva un apparato per la regolazione della pressione delle gomme (anche qualche DUKW aveva un sistema simile). La navigazione era garantita da un singolo propulsore posteriore a due marce abbinato ad un'elica a tre pale, mentre il motore anteriore per l'uso terrestre contava su di un cambio a 5 marce. Il veicolo è equipaggiato con due tipi di freni, uno di tipo pneumatico che gestisce tutte le ruote e uno di tipo meccanico per le sole ruote posteriori.
Quando il veicolo inizia l'ingresso in acqua, delle pompe di sentina entrano in funzione per evitare il prematuro affondamento. Il parabrezza è costituito frontalmente da due finestre rettangolari e lateralmente da un finestrino triangolare. La scocca ha un'inclinazione di 45° anteriormente e posteriormente, mentre il fondo è dotato di striature orizzontali per migliorare l'idrodinamicità del veicolo durante la navigazione. Stesso motivo per cui sono inserite delle barre verticali sulle parti inclinate anteriore e posteriore. Le 6 ruote sono predisposte su 3 assi, uno anteriore e due posteriori. L'illuminazione notturna è garantita da una coppia di luci bianche integrate sul cofano motore anteriore.

## Sviluppo
La prima serie del veicolo fu prodotta dalle officine meccaniche Likhachev di Mosca tra il 1947 e il 1958. La successiva serie A basata sul camion ZIL-157 6 x 6 da 2,5 tonnellate fu realizzata nello stesso stabilimento tra il 1958 e il 1961.